# Манастир Космач
Манастир Космач је манастир Српске православне цркве Манастир Светог Георгија налази се на острвцету Космач, површине око 4 km², прекривеном ловором, на северозападном дијелу Скадарског језера, познатом као Горње Мало Блато. У сусједству је и вјероватно у историјској вези са манастирима Сињац и Гољемади у Љешанској нахији.

## Историја
Манастир је настао 14. стољеће и Вукашина Мрњавчевића, који се по њему вјенчао у овом манастиру са Јевросимом, мајком Краљевића Марка. Од тада је остао свети обичај да се мјештани овдје вјенчавају, и то је био посебан благослов Божји. Вјероватно зато и што је овдје било доста ловора, па су се за ту прилику правили и ловорови вијенци.
Манастир је запустио у првој половини XVI вијека и поновно обновљен почетком XVIII вијека. Крајем истог вијека је разрушен у неком од бројних похода турске војске на Црну Гору.
Био је метох Цетињског манастира и функционисао је у 19. вијеку. Постоје подаци да су капетани Љешанске нахије тражили од митрополита Митрофана Бана да беру ловор. За то су давали надокнаду Цетињском манастиру. У сваком случају већ у 20. вијеку је запустио. Поред манастира се налази једно старо опустјело село Бољесестра, које је вјероватно због неке болести изумрло. Остало је гробље, зидине храма и велики извори воде за које се сматра да су најбогатији на Скадарском језеру.
Почетком 2000. године покренуто је питање обнове манастира на Космачу. На манастирским темељима је служено неколико пута, а од 2002. године почело се са чишћењем приступног терена на острву јер је било све зарасло а црква обрушена.
Обнова манастира Космача почела је фебруара 2004, а интензивирана 2006. године.
Митрополит црногорско-приморски Амфилохије освештао је 3. маја 2009. године обновљени храм Светог Великомученика Георгија на Космачу и у њему служио Свету Архијерејску Литургију, што је означило почетак новог живота манастира.
Манастир Светог Георгија на Космачу је метох Цетињског манастира.

## Здања
Храм Светог Великомученика Георгија је једнобродна камена црква са припратом и има пиластре који су очигледно некада носили куполу. Иако је била разрушена, она је носила трагове прерада али и обнова, од којих је посљедња била изгледа почетком 20. вијека.

## Обнова
Црква је обновљена тесаним каменом, а њена унутрашњост је живописана. Приликом освештавања обновљеног храма Светог Великомученика Георгија на Космачу 3. маја 2009. године, Митрополит Амфилохије је у току освећења у жртвеник храма положио дио моштију момишићких мученика и обавио саборно крштење и саборно вјенчање, које ће постати традиционални дио богослужења на овом острву. Тог дана је отац Хризостом, игуман манастира Ком, који је највише заслужан за обнову храма произведен у чин архимандрита.
На заравни наспрам западног зида цркве подигнут је звоник са крстом са тролисним завршецима, од кованог гвожђа.
Остаци цркве Светих бесребреника Кира и Јована
Манастир у свом саставу има остатке цркве посвећен Светим бесребреницима Киру и Јовану, које се налази у мјесту Скупо на обали Скадарског језера, преко пута манастира Космач.
На том мјесту постоје остаци древнога храма за који се не зна коме је посвећен, а који по мјесном предању датира из времена зетскога обласног господара Ивана Црнојевића.
Архиепископ цетињски митрополит црногорско-приморски др Амфилохије служио је 11. јула 2015. г. са свештенством Свету службу Божију на остацима храма. Том приликом дао је благослов да се храм обнавља, да буде једно од здања манастира Космач и да буде посвећен Светим бесребреницима Киру и Јовану, будући да је Црква тог дана славила празник преноса њихових моштију, јер се не зна се коме је храм раније био посвећен.

## Конак
Постојали су само трагови конака и манастирског комплекса, који су као и храм били потпуно обрасли бујном вегетацијом.
Манастирски конаци и остали дио комплекса нијесу још почели да се обнављају.